# Distretto di Mizuma
Il distretto di Mizuma (三潴郡, Mizuma-gun?) è uno dei distretti della prefettura di Fukuoka, in Giappone.
Attualmente fa' parte del distretto solo il comune di Ōki.
| Controllo di autorità | VIAF (EN) 253574327 · NDL (EN, JA) 00635457 |